# Социјална заштита
Социјална заштита подразумева систем економских, политичких, просветних, правних и свих других социјално-институционализованих мера и активности чији је циљ превенција узрока могућих индивидуалних социјалних случајева и групних социјалних проблема, као и обезбеђење услова за одговарајуће институционализоване интервенције у случајевима јављања тешкоћа које онемогућавају успешно лично и социјално функционисање. Социјална заштита укључује и организован систем разноврсних услуга почев од приватних, јавних, државних и других социјалних или социјалнохуманитарних служби и институција, као и невладиних организација, црквених удружења, као специфичних локалних облика међусобне подршке и помоћи грађанима.